# سیارک ۵۹۰۲
سیارک ۵۹۰۲ (به انگلیسی: 5902 Talima، نامگذاری:1987QY10) پنج هزار و نهصد و دومین سیارک کشف شده‌است که در ۲۷ اوت ۱۹۸۷ کشف شد.
قدر مطلق سیارک برابر ۱۱٫۵۰ است.